# Емін Бекторе
Емін Бекторе (крим. Emin Bektóre, тур. Emin Bektöre; 1906—15 квітня 1995) — турецький і румунський фольклорист і етнограф кримськотатарського походження, активіст кримськотатарського національного руху в Туреччині і Румунії.

## Біографія
Народився в місті Добрич (сьогодні регіон Добруджа, Болгарія). З 1913 по 1940 роки місто було у складі Румунського Королівства і мало назву «Хаджиоглу Пазарджик». Е. Бекторе отримав свою освіту в Румунії, в містах Пазарджик і Бухарест. Займався танцями і співом в різноманітних румунських і болгарських народних ансамблях. Організував декілька кримськотатарських народних ансамблів, написав для них спеціально декілька пісень і п'єс  кримськотатарською мовою: Şahin Giray Han, Atilla, Bora, Kîrîm, Kók-kóz Bayar. В 1930 році в Констанці він вступив в групу, організовану Мюстеджипом Улькюсалом, а також разом з однодумцями заснував кримськотатарський історико-філософський журнал Emel на турецькій мові.
В 1940 році Бекторе емігррував до Туреччини, де оселився в місті Ескішехір, яке відомо як один з місць компактного поселення кримськотатарської діаспори, де займався дослідженням і пропагуванням кримськотатарської культури. Там він продовжив навчати фольклору усіх бажаючих. Він був піонером розвитку етнографії і вивчення народного творчості кримців в Туреччині, завдячуючи діяльності Е. Бекторе в школах Ескішехіра і однойменного іла почали вивчати музику і танці кримських татар як обов'язкові предмети.
В 1960-і роки у Туреччині Бекторе продовжив співпрацю з Улькюсалом та іншими діячами кримськотатарського національного руху: Джафером Сейдаметом Киримером і Едіге Кирималом, які відновили у 1960 р. друк журналу Emel і в Туреччині.
Діяльність Е. Бекторе продовжив його син Ялкин.